# Kerim Avcı
Kerim Avci (sinh 16 tháng 12 năm 1989) là một cầu thủ bóng đá Đức-Thổ Nhĩ Kỳ thi đấu ở vị trí tiền vệ cho Altınordu.